# 8546 Kenmotsu
8546 Kenmotsu eller 1994 AH3 är en asteroid i huvudbältet som upptäcktes den 13 januari 1994 av de båda japanska astronomerna Kazuro Watanabe och Kin Endate vid Kitami-observatoriet. Den är uppkallad efter Kunio Kenmotsu.
Asteroiden har en diameter på ungefär 5 kilometer.